# Бенелд (Илиноис)
Бенелд (енгл. Benld) град је у америчкој савезној држави Илиноис. По попису становништва из 2010. у њему је живело 1.556 становника.

## Демографија
Према попису становништва из 2010. у граду је живело 1.556 становника, што је 15 (1,0%) становника више него 2000. године.
| Група             | 2000.         | 2010.         |
| Белци             | 1.499 (97,3%) | 1.516 (97,4%) |
| Афроамериканци    | 8 (0,5%)      | 5 (0,3%)      |
| Азијати           | 0 (0,0%)      | 5 (0,3%)      |
| Хиспаноамериканци | 15 (1,0%)     | 21 (1,3%)     |
| Укупно            | 1.541         | 1.556         |